# 박수칠 때 떠나라
"박수칠 때 떠나라"는 2005년에 개봉한 대한민국의 영화이다.

## 캐스팅
- 차승원 : 최연기 역
- 신하균 : 김영훈 역
- 신구 : 윤 반장 역
- 정동환 : 남 부장 역
- 김진태 : 오 국장 역
- 박정아 : 한무숙 역
- 공호석 : 한 박사 역
- 정규수 : 서택기 검사 역
- 이한위 : 지배인 역
- 이용이 : 무당 역
- 류승룡 : 성준 역
- 임승대 : 주 감독 역
- 장영남 : 여검사 유진주 역
- 황정민 : 맹인 안마사 역
- 이해영 : 김창화 역
- 박준서 : 벨보이 역
- 김지선 : 무당 딸 역
- 김지경 : 대사관 직원 역
- 시마 히데오미 : 일본인 부부 역
- 하야시 치에코 : 일본인 부부 역
- 이철민 : 해설 역
- 윤진호 : 진행 역
- 이재용 : 기술직 직원 역
- 이지용 : 주유원 역
- 유민석 : 전문 1 역
- 정재진 : 전문 2 역
- 최경하 : 전문 3 역
- 박정기 : 장광호 역
- 김일웅 : 경찰 역
- 이문수 : 박모씨 역
- 박남희 : 김모씨 역
- 김병서 : 부검 1 역
- 홍성범 : 부검 2 역
- 한예주 : 광고사 직원 역
- 김준석 : 광고사 직원 역
- 김동일 : 참고인 역
- 장소연 : 참고인 역
- 김진경 : 참고인 역
- 이형권 : 참고인 역
- 이재성 : 참고인 역
- 김대령 : 방청객 역
- 정영호 : 방청객 역
- 임미영 : 방청객 역
- 김형석 : 기자 역
- 이찬 : 수사관 역
- 이경운 : 수사관 역
- 이대상 : 무용 역
- 인정주 : 단원 역
- 이화영 : 단원 역
- 최설희 : 단원 역
- 변소연 : 단원 역
- 손명희 : 단원 역
- 조정진 : 단원 역
- 김지은 : 단원 역
- 김유진 : 단원 역
- 변은미 : 단원 역
- 김철우 : CCTV 근무 역
- 방대영 : CCTV 근무 역
- 허경 : CCTV 근무 역
- 김지현 : CCTV 근무 역
- 이현성 : CCTV 근무 역
- 박은주 : CCTV 근무 역
- 김광미 : CCTV 근무 역
- 임소정 : CCTV 근무 역
- 김용훈 : 인터뷰 역
- 한성근 : 인터뷰 역
- 이도은 : 인터뷰 역
- 조민범 : 인터뷰 역
- 김준호 : 인터뷰 역
- 장도현 : 인터뷰 역
- 시로타 토모미 : 인터뷰 역
- 기구치 요코 : 인터뷰 역
- 아라키 요시코 : 인터뷰 역
- 미키 : 인터뷰 역
- 이석호 : 인터뷰 역
- 이은영 : 인터뷰 역
- 김준영 : uncredited, 인터뷰 기자 역
- 지상민 : 형사 1 역
- 김지수 : 정유정 역 (특별출연)
- 정재영 : 꾸러기 역 (특별출연)